# Ceratonia
Classification APG III (2009)
Genre
Ceratonia est un genre de plantes à fleurs de la famille des Caesalpiniaceae (tribu des Umtizieae) dans la classification classique de Cronquist (1981), ou de la famille des Fabaceae, sous-famille des Caesalpinioideae  dans la classification phylogénétique APG II (2003). Ce sont des arbres.
Le genre est endémique de la région méditerranéenne et du Moyen-Orient. Son membre le plus connu, le caroubier (Ceratonia siliqua), est cultivé pour ses gousses et a été largement introduit dans des régions aux climats similaires. Le genre a longtemps été considéré comme monotypique, mais une deuxième espèce, Ceratonia oreothauma, a été identifiée en 1979 à Oman et en Somalie.
Un nom obsolète pour Ceratonia était Acalis.

## Espèce fossile
† Les fossiles de Ceratonia emarginata sont connus au Miocène en Suisse et en Hongrie.

## Liste des espèces
Il existe 2 espèces de caroubiers dont la divergence date de 6 millions d’années environ. Elles possèderaient un ancêtre commun pour lequel le climat est devenu défavorable et qui se serait réfugié dans 2 zones distinctes : 
- le bassin méditerranéen qui a donné Ceratonia siliqua
- et l’autre dans le sud de la péninsule arabique et la corne de l’Afrique qui a donné Ceratonia oreothauma[7].

## Images

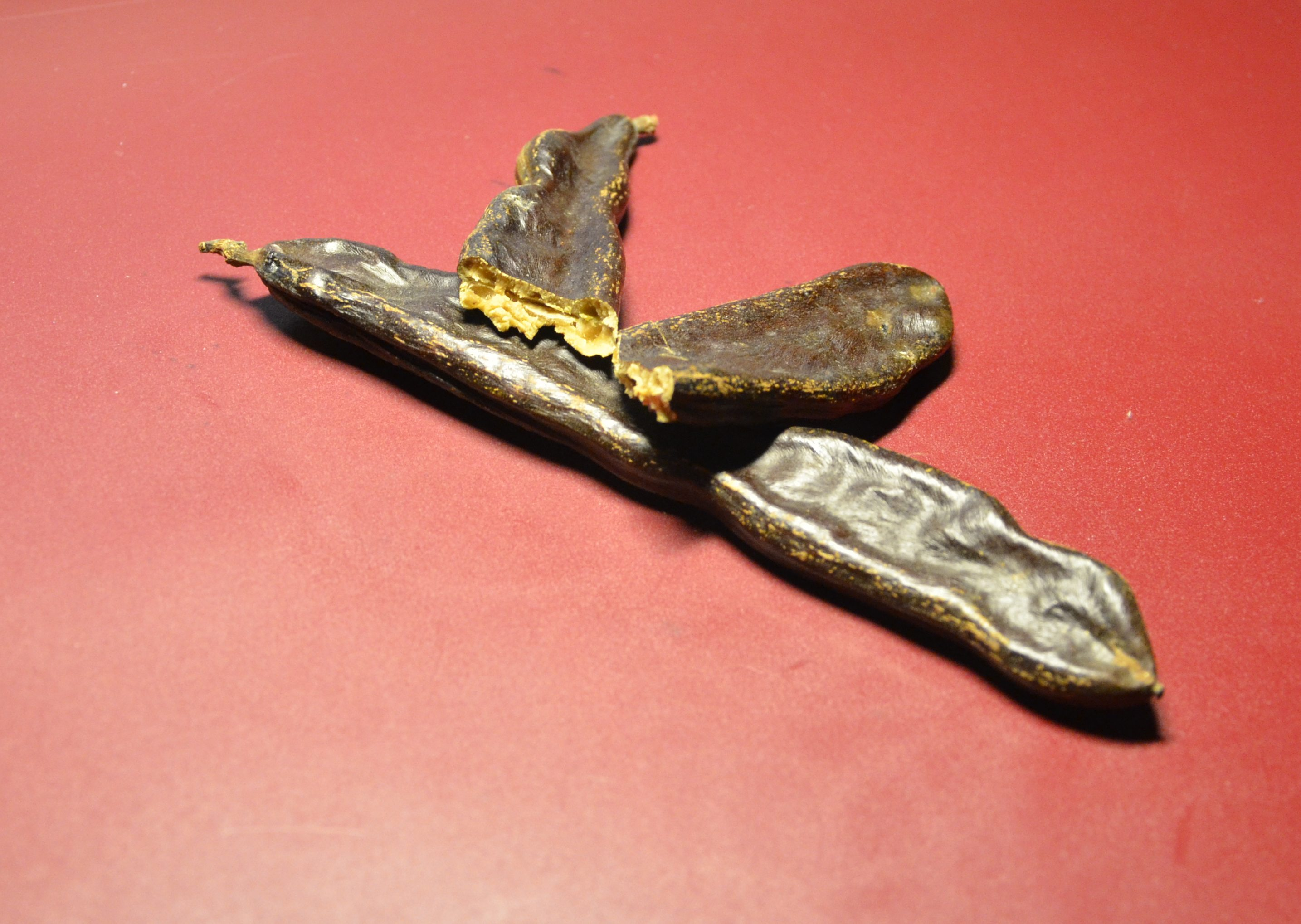
Fruit.
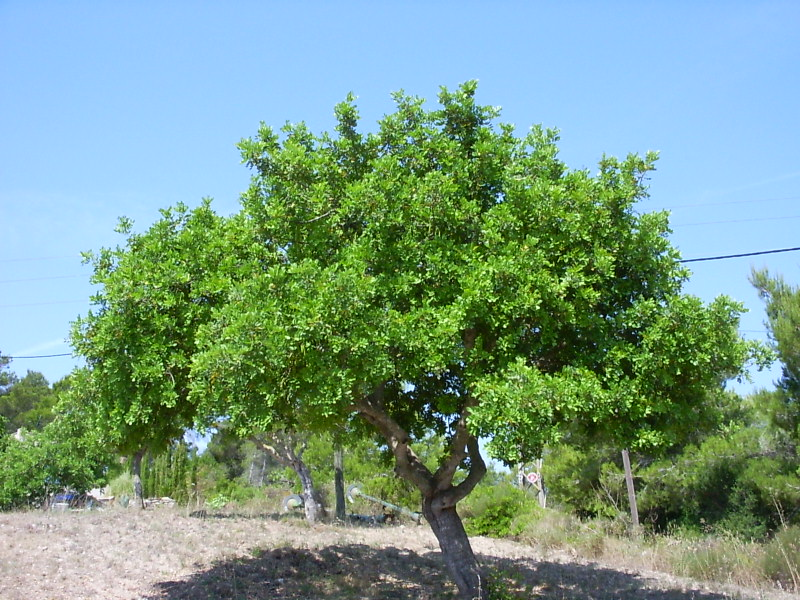
Arbre
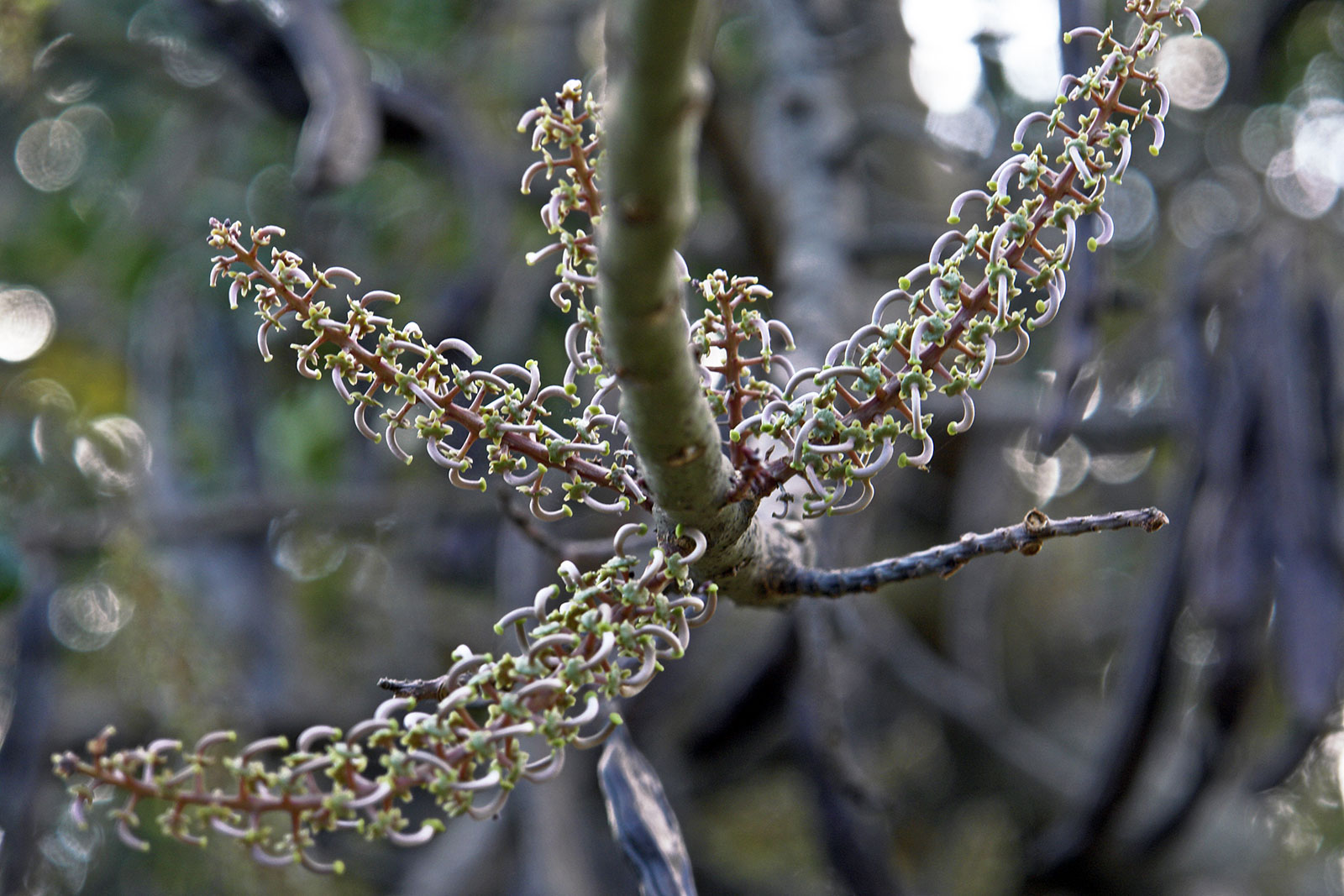
Fleurs.
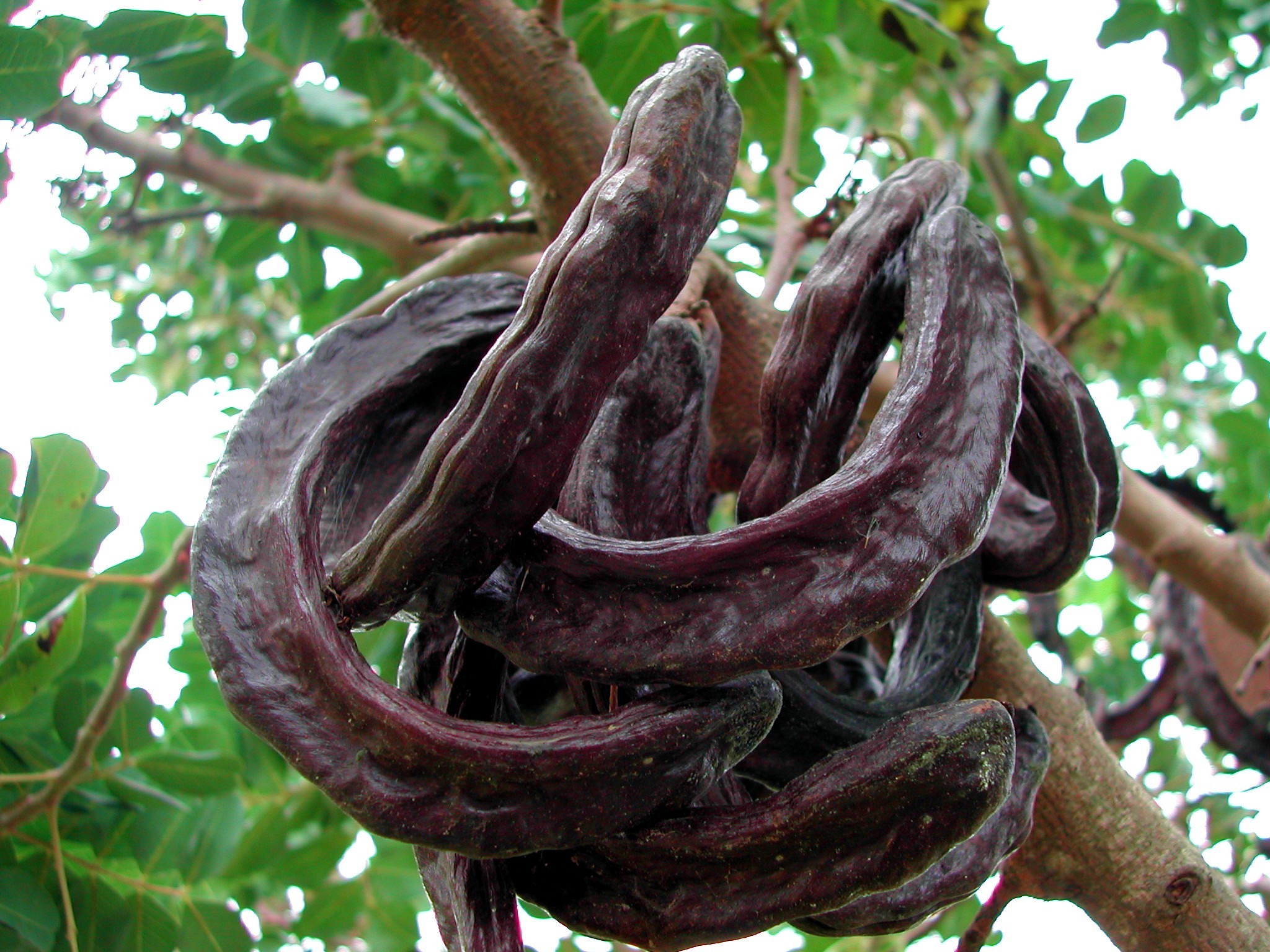
Fruits.